# Trans-en-Provence
Trans-en-Provence – miejscowość i gmina we Francji, w regionie Prowansja-Alpy-Lazurowe Wybrzeże, w departamencie Var.
Według danych na rok 1990 gminę zamieszkiwały 4003 osoby, a gęstość zaludnienia wynosiła 236 osób/km² (wśród 963 gmin regionu Prowansja-Alpy-W. Lazurowe Trans-en-Provence plasuje się na 157. miejscu pod względem liczby ludności, natomiast pod względem powierzchni na miejscu 558.).